# Koha
Koha – pierwszy zintegrowany system informatyczny dla bibliotek oparty na licencji open source.

## Historia
System został opracowany w 1999 roku przez firmę Katipo Communications dla Horowhenua Library Trust w Nowej Zelandii.  Został wdrożony i uruchomiony w styczniu 2000 roku.

## Cechy
Koha posiada wszystkie cechy wymagane w zintegrowanym systemie bibliotecznym dla dużej lub małej biblioteki, m.in.:
- Prosty interfejs bibliotekarza i czytelnika;
- Wsparcie dla formatu MARC;
- Dodatki Web 2.0 (np. chmura znaczników czy kanał RSS);
- Wsparcie dla oddziałów i bibliotek stowarzyszonych;
- Możliwość konfigurowania opcji dostępnych w wyszukiwarce;
- Zarządzanie wypożyczeniami i czytelnikami;
- Katalogowanie wraz ze zintegrowanym klientem Z39.50;
- Pełny moduł gromadzenia z planowaniem budżetu;
- Moduł do zarządzania czasopismami;
- Wirtualne półki dla czytelników.

## Licencja
Koha jest opublikowana na licencji GNU General Public License w wersji 2 lub nowszej.